# 사우디아라비아의 주
사우디아라비아는 13개 주(아랍어: المنطقة, al-mintaqa, 복수형 المنطقات, al-mintaqāt)들로 구성되어 있다. (괄호 안에 있는 내용은 주도이다.)
1. 바하주 (바하)
2. 북부 변경주 (아라르)
3. 자우프주 (사카카)
4. 마디나주 (마디나)
5. 카심주 (부라이다)
6. 리야드주 (리야드)
7. 동부주 (담맘)
8. 아시르주 (아브하)
9. 하일주 (하일)
10. 지잔주 (지잔)
11. 마카주 (마카)
12. 나지란주 (나지란)
13. 타부크주 (타부크)